# Slag om Chapultepec
De Slag om Chapultepec was een veldslag tijdens de Mexicaans-Amerikaanse Oorlog die op 12 en 13 september 1847 werd uitgevochten op en rond het fort en de heuvel Chapultepec, aan de westelijke toegangsweg van Mexico-Stad. Deze slag was onderdeel van de Slag om Mexico-Stad en werd gewonnen door de Amerikanen.
De Amerikanen, onder leiding van Winfield Scott, waren geland bij Vera Cruz en opgemarcheerd tot Mexico-Stad. De Mexicanen werden verslagen bij Molino del Rey en hadden zich teruggetrokken tot Chapultepec, een fort op een heuvel even ten westen van Mexico-Stad (tegenwoordig in Mexico-Stad). De verdediging was in handen van generaal Nicolás Bravo.
De Amerikanen openden de slag op 12 september met een artilleriebeschieting. De volgende ochtend om 8 uur werd het fort van twee kanten bestormd. De Amerikanen wisten het fort binnen te dringen en hesen de Stars and Stripes op het dak. Bravo gaf de opdracht zich terug te trekken, maar voor het zover kon komen, werd hij gevangengenomen. De overgebleven Mexicanen probeerden te vluchten in een grote stormloop. Velen sprongen simpelweg van het dak of kwamen op een andere manier om het leven. Naar verluidt zei de Mexicaanse president en opperbevelhebber Antonio López de Santa Anna toen hij dit zag "God is een Yankee."
Twee dagen later wisten de Amerikanen de laatste Mexicaanse weerstand voor de poorten van Mexico-Stad te breken en namen ze de hoofdstad in.
In Mexico wordt deze slag voornamelijk herinnerd vanwege de Niños Héroes, jonge soldaten die zich weigerden terug te trekken toen Bravo daar opdracht voor gaf en liever wensten om te sterven voor hun land. De laatste van hen zou zich in een Mexicaanse vlag hebben gewikkeld en van Chapultepec af zijn gesprongen. Tegenwoordig staat er bij Chapultepec een monument ter ere van de Niños Héroes, maar in hoeverre het verhaal over hun heldendaden op waarheid berust is niet bekend.
Een andere memorabele gebeurtenis tijdens de Slag om Chapultepec was het ophangen van het Bataljon van Sint-Patrick. Dit bataljon bestond voornamelijk uit Ierse Amerikanen, die waren overgelopen naar de Mexicanen, waar zij zich als rooms-katholieken mee verwant voelden. De Amerikanen beschouwden hen echter als verraders en veroordeelden ze ter dood.